# Ета Лебедя
Ета Лебедя (η Cygni) — зірка в північному сузір'ї Лебедя. Його видно неозброєним оком з видимою зоряною величиною 3,889.  Зоря розташована вздовж головного тіла сузір'я, приблизно посередині між Гаммою Лебедя та Альбірео.   На основі річного зміщення паралакса 24,17 mas,  вона знаходиться на відстані 135  світлових років від Сонця .
Маючи вік близько 3,3  мільярдів років, це еволюційний червоний згусток гігантської зірки зі зоряною класифікацією K0 III.  Зараз він знаходиться на горизонтальній гілці та генерує енергію за рахунок ядерного синтезу гелію в своєму ядрі. Зірка має приблизно 1,59 масу Сонця і розширилася до 11. Вона випромінює в 52,5 разів більше Сонячної світності із зовнішньої атмосфери при ефективній температурі 4783 К.
Ета Лебедя має п'ять візуальних компаньйонів,  з яких лише компонент B, здається, пов'язаний фізично. Ця зірка з зоряною величиною 12,0 розташована на відстані 7,80 кутових секунд вздовж позиційного кута 206°.

## ЗЗовнішні посилання
- Kaler, James B. (7 вересня 2012), Eta Cygni, Stars, University of Illinois, процитовано 19 лютого 2017.